# Matteo Appiani
Matteo Appiani (Brescia, 19 febbraio 1991) è un ex rugbista a 15 italiano, tre quarti ala/estremo.

## Biografia
Nato e cresciuto sportivamente nel Calvisano, squadra in cui gioca sin dall'Under 8, e con cui ha conquistato durante la stagione 2011-12 il suo primo titolo di Campione d'Italia e il Trofeo Eccellenza e nella stagione 2013-2014 ha conquistato il suo secondo titolo di Campione d'italia sempre con il Calvisano prima di trasferirsi nel Lumezzane nella stagione 2014-15 durante la quale si è ritirato.

## Palmarès
- Campionati italiani: 2
Calvisano: 2011-12, 2013-14
- Trofei Eccellenza : 1
Calvisano: 2011-12